# Absolutismo español
Absolutismo español es una etiqueta de la historiografía y de la ciencia política que se aplica a diferentes contextos históricos y políticos.

## La historiografía y el surgimiento del absolutismo
Algunos autores, especialmente los pertenecientes a la historiografía anglosajona, no hacen distinción entre diferentes grados en la formación de la monarquía absoluta y utilizan el término para las monarquías de comienzos de la Edad Moderna o incluso finales de la Edad Media. Ese periodo, que en la historiografía francesa y española se suele denominar Antiguo Régimen, está caracterizado por un incremento de la autoridad de los reyes. Aunque existió algún uso histórico del término (como la expresión poderío real absoluto, utilizada por Enrique III de Castilla -1393- y más frecuentemente por Juan II de Castilla), tal uso reflejaba poco más que la pretensión de los reyes de ser la fuente de la ley, con grandes salvedades y limitaciones. Hasta el siglo XVII no se suele hablar de absolutismo en estas tradiciones historiográficas, utilizándose denominaciones alternativas, como la de monarquía autoritaria. La necesidad de mantener el ejercicio del poder real en pacto con las instituciones de representación estamental (las Cortes) permitió también la definición de estos sistemas políticos como un pactismo. Pero si se entiende el Absolutismo como el poder absoluto de la persona del Rey sin ningún tipo de límite en la ley y el derecho debe señalarse que tal cosa nunca existió en la Monarquía Española. La cantidad de restricciones al poder del Rey era enorme, en absoluto despreciable. Aunque sí que se produjo un aumento en la libertad de acción del Rey a lo largo de los siglos especialmente con la llegada de Felipe V. Puede afirmarse, sin lugar a dudas, que el poder del Congreso de los Diputados de la constitución del 78 es mucho más amplio que el de los reyes del Antiguo Régimen.

## Austrias y Borbones
De hecho, la Monarquía Hispánica, primero con los Reyes Católicos y luego con los Habsburgo, era muy diferente al concepto de monarquía absoluta de los Borbones tal como se conformó en el reinado de Luis XIV (El Estado soy yo, formulaciones teóricas de Bossuet). La propia concepción del poder de la dinastía austro-borgoñona (incluyendo a la idea imperial de Carlos V) era mucho más respetuosa con las particularidades locales y estamentales, como evidenció la necesidad que tuvo el Conde Duque de Olivares de mostrar al rey Felipe IV lo poderoso que se haría si dejara de ser rey de cada uno de sus reinos y pasara a ser rey de España (según expone en su Gran Memorial de 1624). La reflexión sobre estos asuntos de los pensadores españoles (especialmente de la Escuela de Salamanca) ha sido interpretada no tanto como una reacción contra un absolutismo nacional, sino como una respuesta a las tendencias protagonizadas por otros países europeos (por ejemplo, el Defensio Fidei de Francisco Suárez).
La monarquía de Felipe V de España, desde 1700 introdujo el absolutismo de origen francés propio de la dinastía Borbón, y la resistencia suscitada provocó que la Guerra de Sucesión fuera para España una verdadera guerra civil, en la que algunos territorios (especialmente Cataluña y Valencia) se caracterizaron por apoyar claramente al candidato Habsburgo. La conformación de un fuerte regalismo frente al papado alcanzó cotas incluso superiores a las obtenidas por el Patronato regio anterior.

## Despotismo ilustrado
El despotismo ilustrado en España, por su parte, es una etiqueta historiográfica que se aplica con mayor o menor extensión temporal, pero que suele restringirse a los reinados de la segunda mitad del siglo XVIII (Carlos III y Carlos IV). La aplicación de la etiqueta a la primera mitad del siglo XVIII (reinados de Felipe V y de Fernando VI) es menos usual.
Opuesta a la tendencia ilustrada (también denominada afrancesada, antes de que este término designara más concretamente a los partidarios de Napoleón), el germen del movimiento político que posteriormente se conocerá como absolutismo español fue la tendencia que se denominaba casticista, representada por clérigos e intelectuales (Fray Diego de Cádiz, Fernando de Ceballos, Lorenzo Hervás y Panduro o Francisco Alvarado -el Filósofo Rancio-) opuestos a las influencias extranjerizantes y anticlericales identificadas con la Enciclopedia francesa y el volterianismo; o concretadas en la política del marqués de Esquilache contra el que se hizo el motín de Esquilache (del que fueron culpados los jesuitas, que fueron expulsados de España). En términos de afinidad a la cultura francesa, tanto "casticistas" como "afrancesados" dependían intelectualmente de la traducción o adaptación de los modelos franceses de cada una de las opciones políticas (más o menos reaccionarios -como el abate Augustin Barruel-, más o menos revolucionarios o bonapartistas). Las polémicas intelectuales fueron frecuentes, como la conocida como Pan y Toros, panfleto del liberal León de Arroyal.

## Los absolutistas como grupo político
El grupo político de los absolutistas españoles durante el siglo XIX (desde las Cortes de Cádiz hasta la configuración del carlismo) fue designado de forma peyorativa con el término serviles, especialmente por sus adversarios, los liberales españoles. También se utilizaba el término realistas. En el debate público entre liberales y absolutistas que se producía en la prensa gaditana y en libelos de contenido político editados en la misma ciudad, destacaron por el lado absolutista Pedro Inguanzo, Francisco Alvarado, motejado el filósofo rancio, y María Manuela López de Ulloa. Asimismo se han denominado como ultrarrealistas, ultraabsolutistas o apostólicos (específicamente se recoge un Indulto de 30 de mayo de 1825 en favor de ultrarrealistas y apostólicos). Entre sus representantes estaría la mayor parte del clero de la época: encabezado por Pedro de Quevedo y Quintano (obispo de Orense e Inquisidor General, miembro de la Regencia, que al jurar ante las Cortes de Cádiz lo hizo acompañando el juramento de tales protestas contra el principio de la soberanía nacional -21 de octubre de 1810- que éstas ordenaron su destierro -10 de diciembre de 1810-); y por Blas de Ostolaza (deán, confesor del rey en Valençay y diputado por el Perú en las Cortes). Entre otros diputados que se significaron por su oposición a la mayoría liberal estuvieron Miguel de Lardizábal y Juan López Reina (quien fue sancionado por un discurso considerado anticonstitucional).
El Manifiesto de los Persas, presentado a Fernando VII de España en 1814 por 69 diputados absolutistas de las Cortes de Cádiz (posiblemente redactado por su primer firmante, Bernardo Mozo de Rosales -Marqués de Mataflorida-, aunque también se ha supuesto la intervención de Juan Pérez Villamil o de Pedro Gómez Labrador), puede considerarse la explicitación del absolutismo español como ideología política. Fue también en ese mismo año de 1814 en que se acuñó el lema ¡Vivan las cadenas!
Otros destacados absolutistas fueron: clérigos como los obispos Víctor Damián Sáez (confesor del rey), Jerónimo Castillón y Salas (último Inquisidor General) Antonio Joaquín Pérez, Salvador Sanmartín, Gregorio Ceruelo de la Fuente, Ignacio Ramón de Roda, Gerardo Vázquez Parga, Jacinto Rodríguez Rico, Mariano Rodríguez de Olmedo o Francisco Javier Mier, y los canónigos Juan Escóiquiz, Pablo Fernández de Castro, Juan Francisco Martínez, Alejandro Izquierdo, Manuel Márquez Carmona, Andrés Mariano de Cerezo y Muñiz, Joaquín Palacín, Manuel Ribote o Jerónimo Merino (el "cura Merino", famoso guerrillero); militares como Francisco Javier Castaños (el vencedor de Batalla de Bailén), Luis Rebolledo de Palafox (marqués de Lazán, hermano del general Palafox y también destacado en los sitios de Zaragoza, pero de orientación política opuesta), Luis Fernández de Córdova (que realizó un intento fracasado de sublevación militar durante el Trienio Liberal y volvió a España con la expedición de los Cien Mil Hijos de San Luis), Francisco Javier de Elío (protagonista de la entrada de Fernando VII en Valencia en 1814), Francisco Chaperón, Vicente González Moreno, Francisco de Eguía, Nazario Eguía, Cayetano de Miramón, Antonio de Arce, Agustín Saperes o Josep Busoms; y aristócratas como José Miguel de Carvajal y Manrique (duque San Carlos), Francisco Tadeo Calomarde (duque de Santa Isabel) o Carlos de España (conde de España, de origen francés).
En 1823 se creó el Cuerpo de Voluntarios Realistas, que tres años más tarde contaba con 200.000 miembros, aunque sólo la mitad encuadrado en unidades militares.
En Madrid se hizo famosa María de la Trinidad (Tía Cotilla) por su afán en averiguar la ideología política de sus vecinos y denunciar a los liberales.
La denominada regencia de Urgel (formada por el marqués de Mataflorida -Mozo de Rosales-, el obispo de Tarragona -Jaime Creus Martí- y el barón de Eroles -Joaquín Ibáñez-) durante el Trienio liberal; y la formación de partidas absolutistas en zonas especialmente propicias (como las denominadas Los Apostólicos), en distintos momentos del reinado de Fernando VII; antecedieron a la posterior movilización de las fuerzas sociales reaccionarias (es decir, contrarias a la Revolución Liberal o defensoras de la continuidad del Antiguo Régimen) durante la Primera Guerra Carlista.
Paradójicamente, el absolutismo español, identificado con el carlismo o tradicionalismo, terminó identificándose con el respeto a los fueros (del inicial lema Dios, Patria, Rey, se pasó al Dios, Patria, Fueros, Rey).

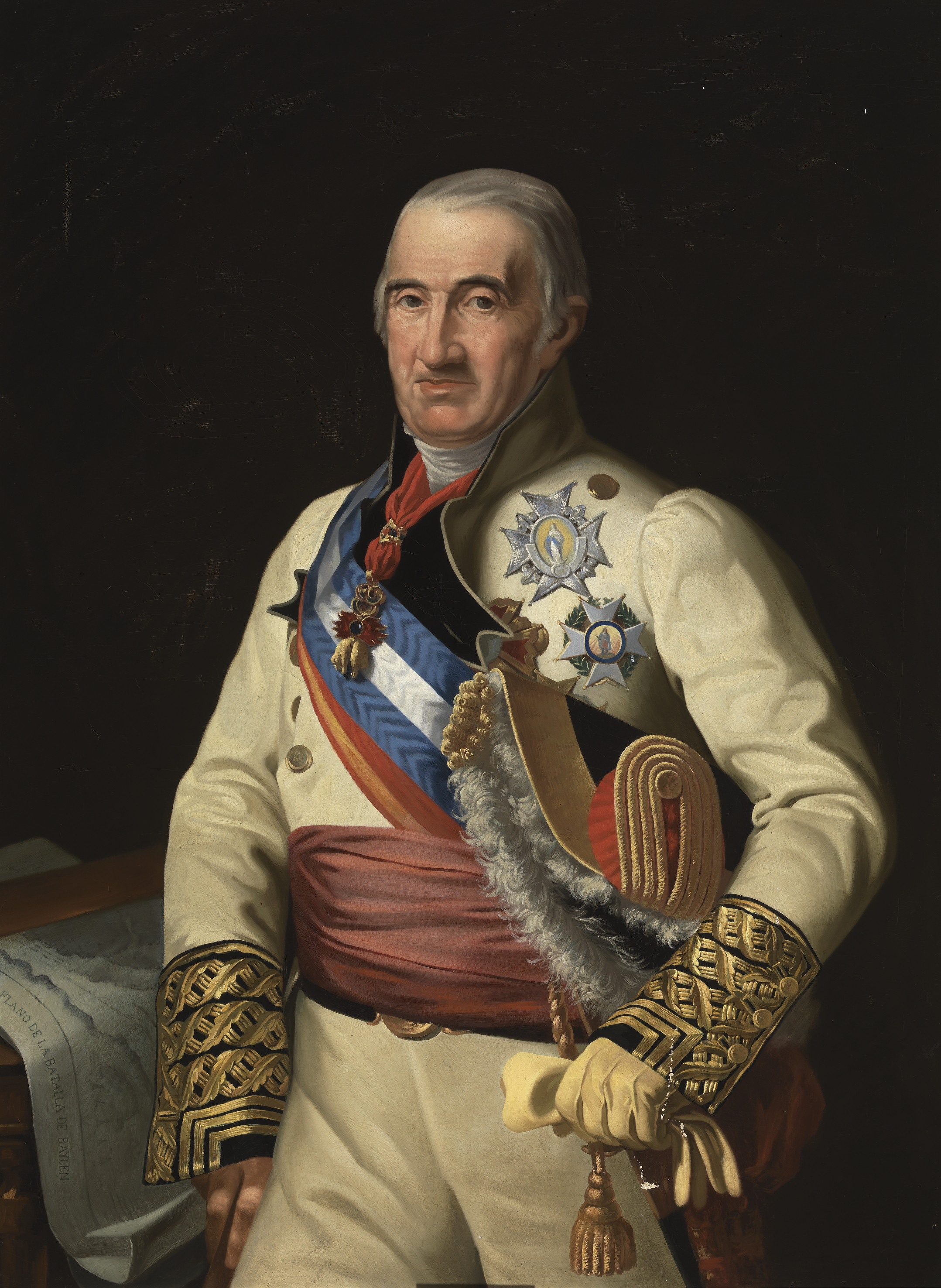
Francisco Javier Castaños
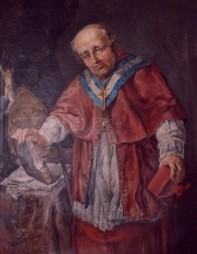
Pedro de Quevedo
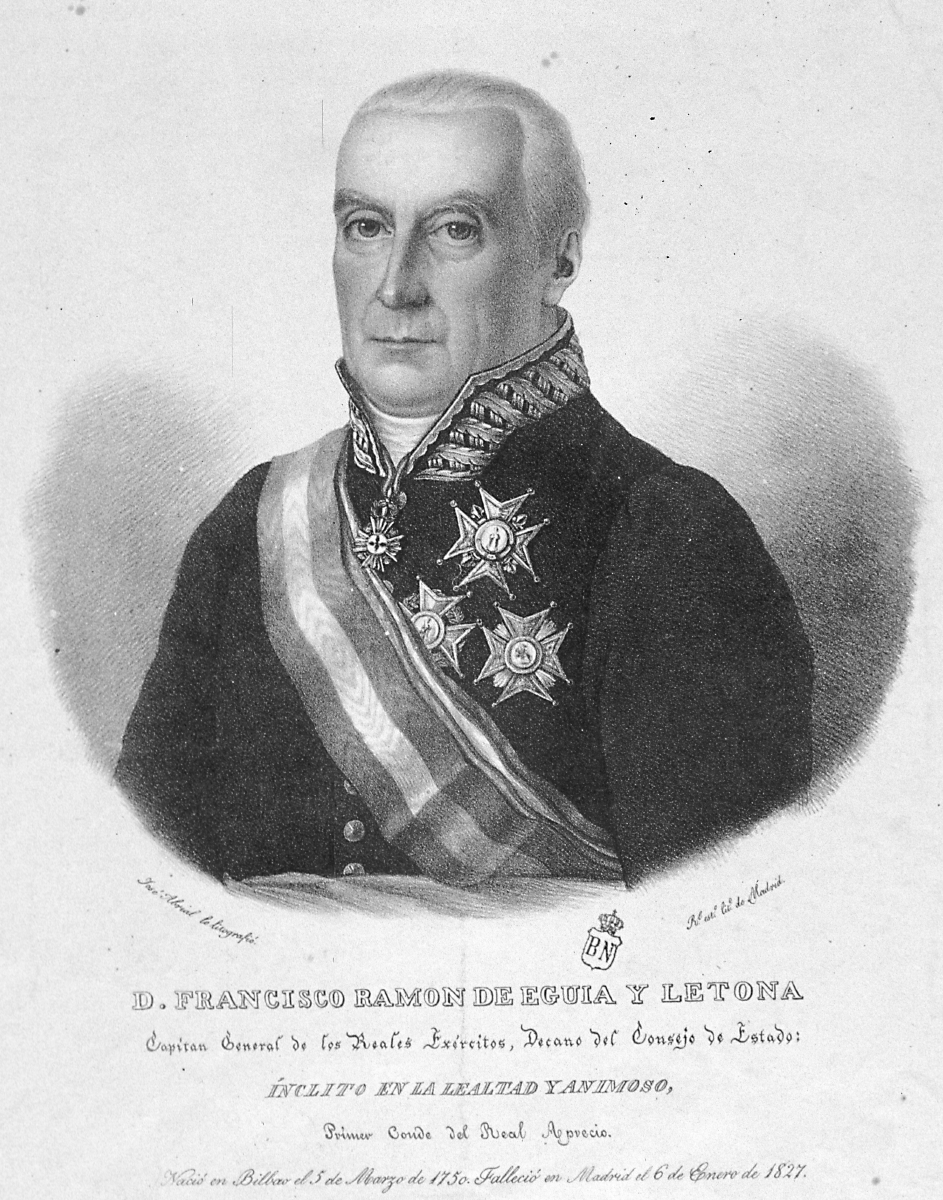
Francisco de Eguía
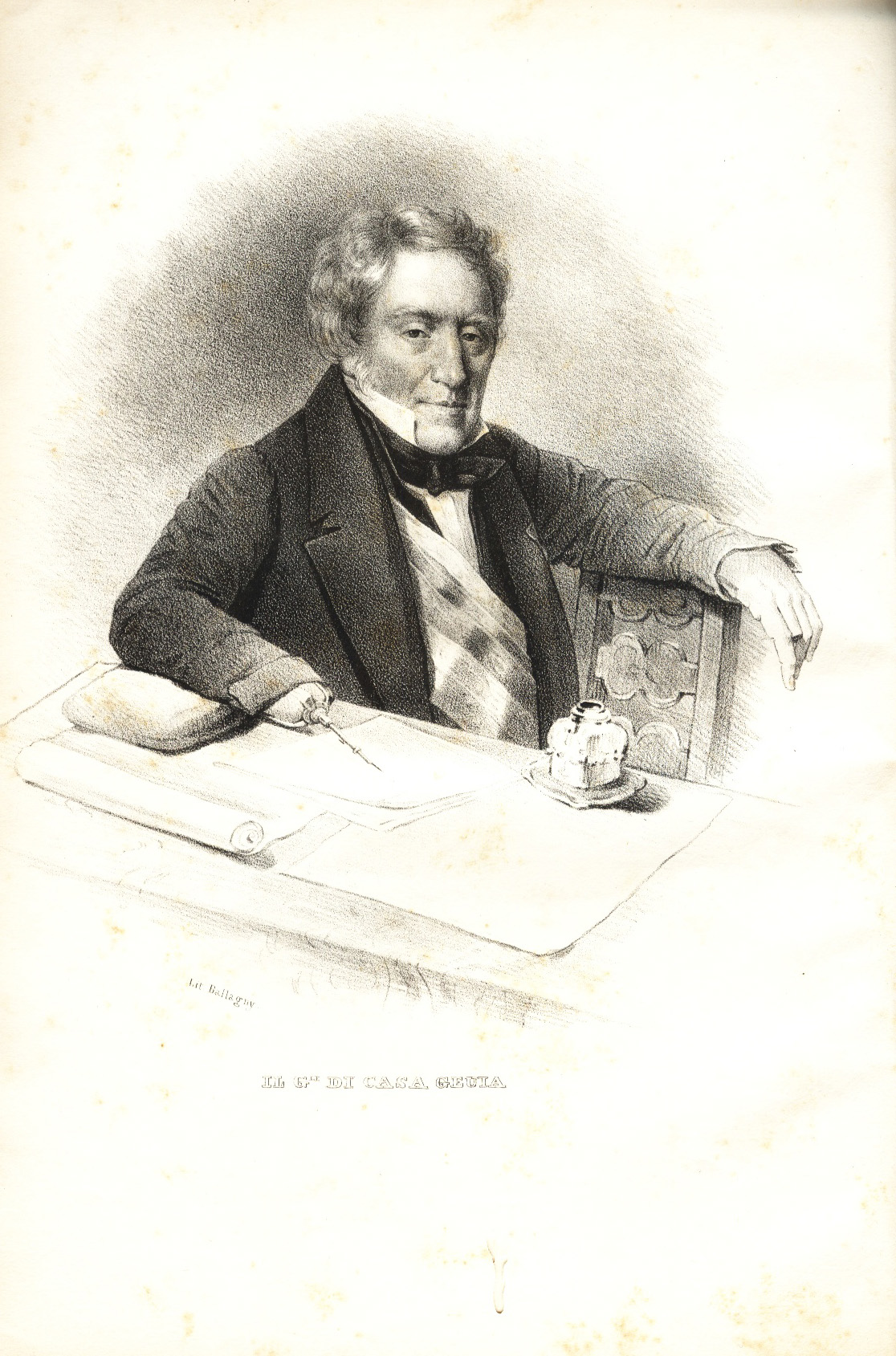
Nazario Eguía
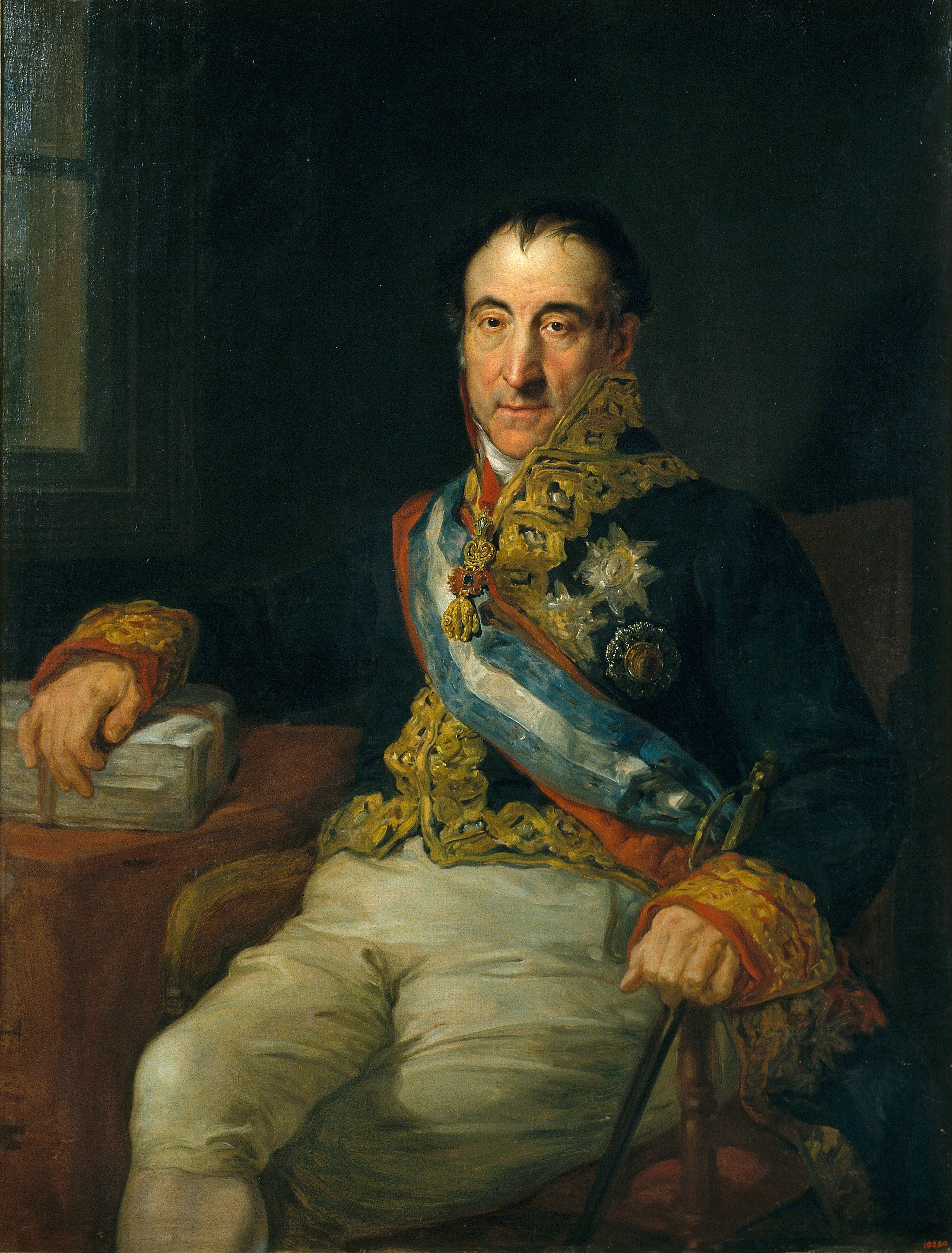
Pedro Gómez Labrador
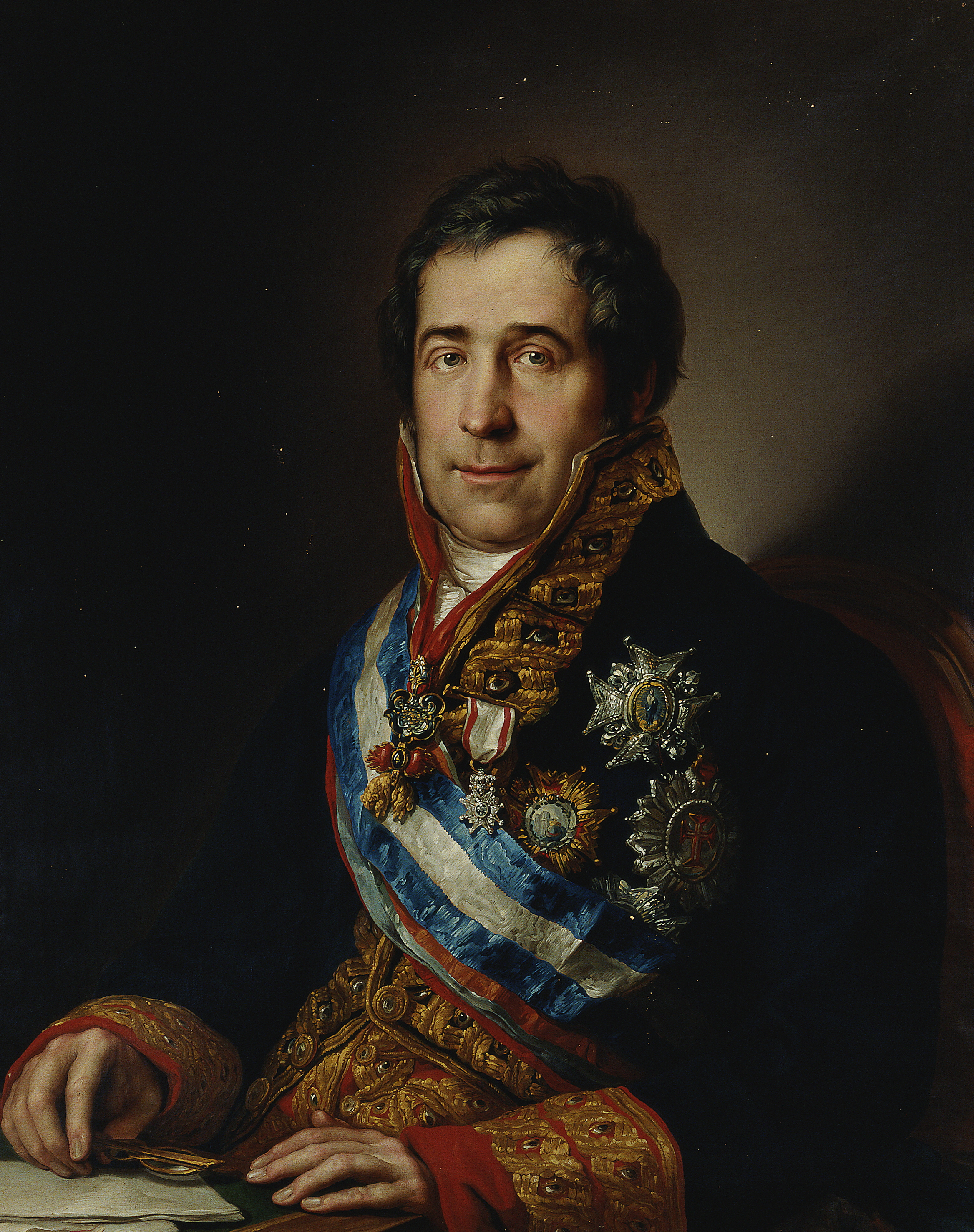
Francisco Tadeo Calomarde

### Absolutistas y moderados
Un destacado grupo de aristócratas, siguiendo la tradición de los jovellanistas, se esforzaron por reconciliar la corriente absolutista con los liberales más moderados. Estuvieron representados por figuras como Carlos Martínez de Irujo (marqués de Casa-Irujo), Narciso Heredia (conde de Ofalia y marqués de Heredia), Pedro Alcántara (duque del Infantado) y Francisco Cea Bermúdez.
Otra corriente que convergió con el moderantismo desde posiciones tradicionalistas fue la de los neocatólicos (marqués de Villuma, Jaime Balmes, Donoso Cortés).